# Barzlin

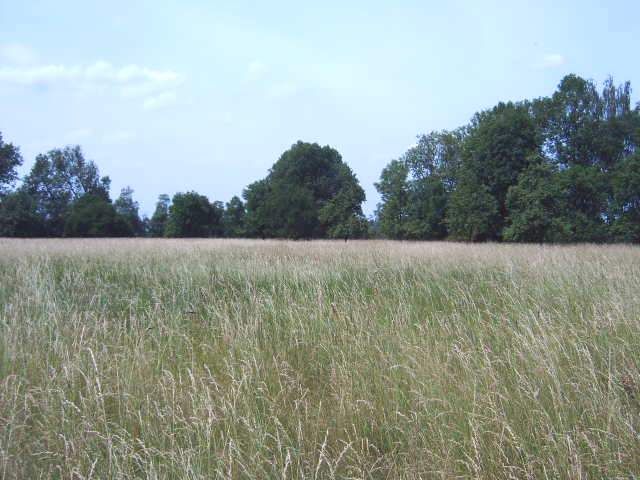
Barzlin

Der Barzlin (niedersorbisch Barclin) ist eine Talsanderhebung (Kaupe) im Spreewald und Teil des Naturschutzgebiets Innerer Oberspreewald.
Sie befindet sich nördlich der Stadt Lübbenau zwischen Hauptspree und dem Burg-Lübbener-Kanal.
Das Gebiet diente bereits in der Zeit um 1000 vor unserer Zeit als Siedlungsstätte. Während der Eisenzeit war der Barzlin von einem Wall umgeben und auch mit einem Wellenbrecher geschützt. Im 9. Jahrhundert errichteten Slawen auf dem Barzlin eine Burg. Im 19. Jahrhundert bestand ein Vorwerk. In dieser Zeit wurde der ursprüngliche Erdwall zur Errichtung des Schlossparks des Schlosses Lübbenau abgetragen.